# Теодор Есташ Зульцбаський
Теодор Есташ (нім. Theodor Eustach von Pfalz-Sulzbach, 14 лютого 1659— 11 липня 1732) — пфальцграф та герцог Зульцбаху. 

## Біографія
Походив з роду Віттельсбахів. Був наймолодшим з п'яти дітей пфальцграфа та герцога Зульцбаху Крістіана Августа та його дружини Амалії Нассау-Зігенської. Теодор Есташ народився 14 лютого 1659 року у Зульцбаху. Старші брати померли ще до народження Теодора, тож живими на той час залишалися лише дві його сестри — Ядвіга та Амалія.
Його батько був толерантним правителем. Він дозволив підданим самим обирати віросповідання та допустив 1666 року розселення євреїв по території. Зульцбах при ньому став духовним центром, з важливими осередками книжного друку. У 33 роки Теодор Есташ побрався із старшою донькою ландграфа Гессен-Ротенбурзького, 16-річною Марією Елеонорою. У шлюбі народилося дев'ятеро дітей. 
Теодор Есташ успадкував герцогство вже зрілим чоловіком. Він наслідував Крістіану Августу у квітні 1708 року. В його резиденції певний час працював архітектор Пауль Декер, що був учнем Андреаса Шлютера.
1727 року Теодор Есташ відмовився від претензій на Юліське та Берзьке герцогства на користь старшого сина. Але Йозеф Карл помер за два роки після цього. Теодор взяв онучок на виховання до себе.
Помер герцог Зульцбаський 11 липня 1732 року у Дінкенсбюлі. Похований у Зульцбаху.

## Родина
Дружина — Марія Елеонора, старша донька ландграфа Гессен-Ротенбурзького
Діти:
- Марія Анна (1693—1762) — померла бездітною та неодруженою;
- Йозеф Карл (1694—1729) — пфальцграф та наслідний принц Зульцбаху, був одружений з Єлизаветою Нойбурзькою, мав семеро дітей;
- Франциска Крістіна (1696—1776) — абатиса в Ессені;
- Ернестіна Теодора (1697—1775) — була одружена з ландграфом Гессен-Райнфельським Вільгельмом II, дітей не мала;
- Йоганн Вільгельм (1698—1699) — помер немовлям;
- Йоганн Крістіан (1700—1733) — пфальцграф та наступний правитель Зульцбаху, був одружений з Марією Генрієттою де Ла Турнь д'Овернь, а згодом —з Елеонорою Гессен-Ротенбурзькою, мав сина та доньку від першого шлюбу;
- Єлизавета Елеонора (1702—1704) — померла в дитинстві;
- Анна Крістіна (1704—1723) — була пошлюблена з принцом П'ємонту Карлом Емануїлом Савойським, народила єдиного сина;
- Йоганн Вільгельм Август (1706—1708) — помер в дитинстві.